# Китайський Тайбей на літніх Олімпійських іграх 2012
Китайський Тайбей на літніх Олімпійських ігор 2012 представляли 44 спортсмени у 14 видах спорту.

## Медалісти
| Медалі | Спортсмени | Вид спорту     | Дисципліна      | Дата     |
| ------ | ---------- | -------------- | --------------- | -------- |
| Срібло | Сюй Шуцзін | Важка атлетика | жінки, до 53 кг | 29 липня |
| Бронза | Цзен Лічен | Тхеквондо      | жінки, до 57 кг | 9 серпня |

## Академічне веслування
Чоловіки
| Спортсмени  | Дисципліна | Відбіркові заїзди | Відбіркові заїзди | Втішний заїзд | Втішний заїзд | Чвертьфінали | Чвертьфінали | Півфінали | Півфінали | Фінал   | Фінал |
| Спортсмени  | Дисципліна | Час               | Місце             | Час           | Місце         | Час          | Місце        | Час       | Місце     | Час     | Місце |
| ----------- | ---------- | ----------------- | ----------------- | ------------- | ------------- | ------------ | ------------ | --------- | --------- | ------- | ----- |
| Ван Мінхуей | Одиночки   | 7:15.77           | 4                 | BUW           | 5             | Н/Д          | Н/Д          | 7:33.18   | 1         | 7:33.28 | 26    |